# Needham (Norfolk)
Pour les articles homonymes, voir Needham.
Needham est une paroisse civile et un village du Norfolk, en Angleterre.